# El Súchil, Tlachichilco
El Súchil är en ort i Mexiko.   Den ligger i kommunen Tlachichilco och delstaten Veracruz, i den sydöstra delen av landet, 160 km nordost om huvudstaden Mexico City. El Súchil ligger 914 meter över havet och antalet invånare är 145.
Terrängen runt El Súchil är kuperad åt nordost, men åt sydväst är den bergig. Runt El Súchil är det ganska glesbefolkat, med 38 invånare per kvadratkilometer. Närmaste större samhälle är Tlachichilco, 5,7 km nordost om El Súchil. Omgivningarna runt El Súchil är en mosaik av jordbruksmark och naturlig växtlighet.